# Sault Ste. Marie, Ontario

Sault Sainte Marie (fransk stavning Sault-Sainte-Marie) är en stad i den kanadensiska provinsen Ontario. Namnet betyder ungefär "Heliga Marias forsar", och staden kallas ibland i folkmun The Sault eller The Soo. Staden är belägen vid gränsen mot USA, längs Saint Marys River som går mellan Övre sjön och Huronsjön. På andra sidan floden och gränsen ligger en stad med samma namn, Sault Sainte Marie i delstaten Michigan. Staden har en stor stålindustri, och andra viktiga näringar är bland annat skogsindustri och callcenterverksamhet.

## Historia
Området där staden är belägen beboddes av Ojibwaindianer innan européer kom dit, och kallades då Baawitigong. I början av 1600-talet besöktes området av fransmän, som gav platsen namnet Sault de Gaston efter Gaston av Orléans, son till Henrik IV av Frankrike. År 1668 döpte jesuitmissionärer om samhället till Sault Sainte Marie, och utökade även bosättningen över floden till vad som nu är den del av staden som ligger i Michigan, USA. Sault Sainte Maries, på båda sidor av floden Saint Marys River, var ett enhetlig samhälle fram till efter 1812 års krig då den delades mellan de båda länderna när gränsen fastställdes i floden Saint Marys River. Samhället fick vissa stadsrättigheter år 1887, som town, och fulla stadsrättigheter år 1912, som city.

## Stad och storstadsområde
Staden, City of Sault Sainte Marie, har 74 948 invånare (2006) på en yta av 221,71 km². Själva tätorten har 67 734 invånare (2006). 
Det urbaniserade området omfattar tätorten samt mindre områden strax utanför stadsgränsen, och har 68 084 invånare (2006) på en yta av 57,84 km². Hela storstadsområdet, Sault Sainte Marie Census Agglomeration, har totalt 80 098 invånare (2006) på en yta av 748,15 km². Detta område omfattar staden, de två kommunerna Laird och Macdonald, Meredith and Aberdeen Additional, samt de två indianreservaten Garden River 14 och Rankin Location 15D. 
Sault Sainte Maries internationella storstadsområde, med delar i både Kanada och USA, har ungefär 85 000 invånare i det urbaniserade området och 120 000 invånare i hela storstadsområdet. 